# Vitrail du zodiaque (Chartres)
Pour un article plus général, voir Vitraux de Chartres.
Le vitrail du zodiaque et des travaux des mois à Chartres est un vitrail du déambulatoire sud de la cathédrale Notre-Dame de Chartres, qui représente en parallèle les signes du zodiaque et les occupations agricoles des mois correspondants. Il partage cette baie, numérotée 028 dans le Corpus vitrearum, avec le vitrail de la vie de la Vierge, à droite dans la même baie, et un oculus représentant le Christ bénissant, Alpha et Oméga.
Le vitrail fut offert par la corporation des vignerons et Thibaut VI de Blois, comte de Chartres.

## Description d'ensemble
La baie elle-même, de style gothique primitif, se compose de deux lancettes en arc brisé, surmontées d'un oculus de réseau.
Le vitrail de 7,47 × 2,07 m s'inscrit dans la lancette de gauche, la lancette de droite étant occupée par le vitrail de la Vie de la Vierge. La verrière a été exécutée entre 1217 et 1220, elle est contemporaine de la cathédrale actuelle reconstruite après l'incendie de 1194.
Elle a été restaurée en 1905 par Gaudin, puis par l'atelier Mauret en 1993. Elle a été classée aux monuments historiques en 1840.
La ferronnerie de la lancette gauche est composée de quatre étages et demi. Chaque étage comporte cinq panneaux, un quadrilobes central entouré de quatre panneaux portant chacun un médaillon circulaire. Une bordure cloisonnée sépare les panneaux centraux du mur. Toutes les scènes sont sur fond bleu, bordées de trois filets rouge, bleu et blanc. Les filets du quadrilobe sont entièrement compris à l'intérieur de la ferronnerie.
Entre ces scènes, le fond est composé d'une mosaïque à résille carrée droite, formée de filets jaunes aux intersections chargées d'une perle verte, posée sur un fond de losanges alternativement rouges et bleus, centrés sur les intersections de la résille. Dans les intervalles laissés par la résille, la diagonale séparant les losanges rouge et bleu est ponctuée en son milieu d'une autre perle verte. Dans l'axe vertical, un fermaillet orne l'intersection des barlotières entre chaque étage, composé d'une croix à pointe en ogive de fond bleu, bordée de deux filets rouge et blanc, sur laquelle repose un motif quadrilobe posé en croix de saint André portant un motif floral sur fond rouge bordé de deux filets bleu et rose. Le long de la bordure, la séparation entre étages est marquée par un demi-fermaillet plus discret, formé d'un motif cruciforme à pointe en ogive bleu bordé de blanc, sur lequel repose un carré à fond bleu bordé de rouge et de blanc, orné d'un motif floral en croix de saint André.
Les douze mois de l'année et les douze signes du zodiaque sont mis en parallèle de bas en haut, soit rassemblés dans un même quadrilobe central, soit figurant de part et d'autre de l'axe dans deux médaillons circulaires.
Tout au long du vitrail court une bordure sur fond rouge, bordée d'un filet vert intérieur et d'un filet bleu extérieur. La bande centrale est rythmée par une succession de filets dessinant des losanges, à l'intérieur desquels s'insèrent des motifs de feuillages, et entre lesquels s'insère une fleur dont le cœur d'or joint les losanges.

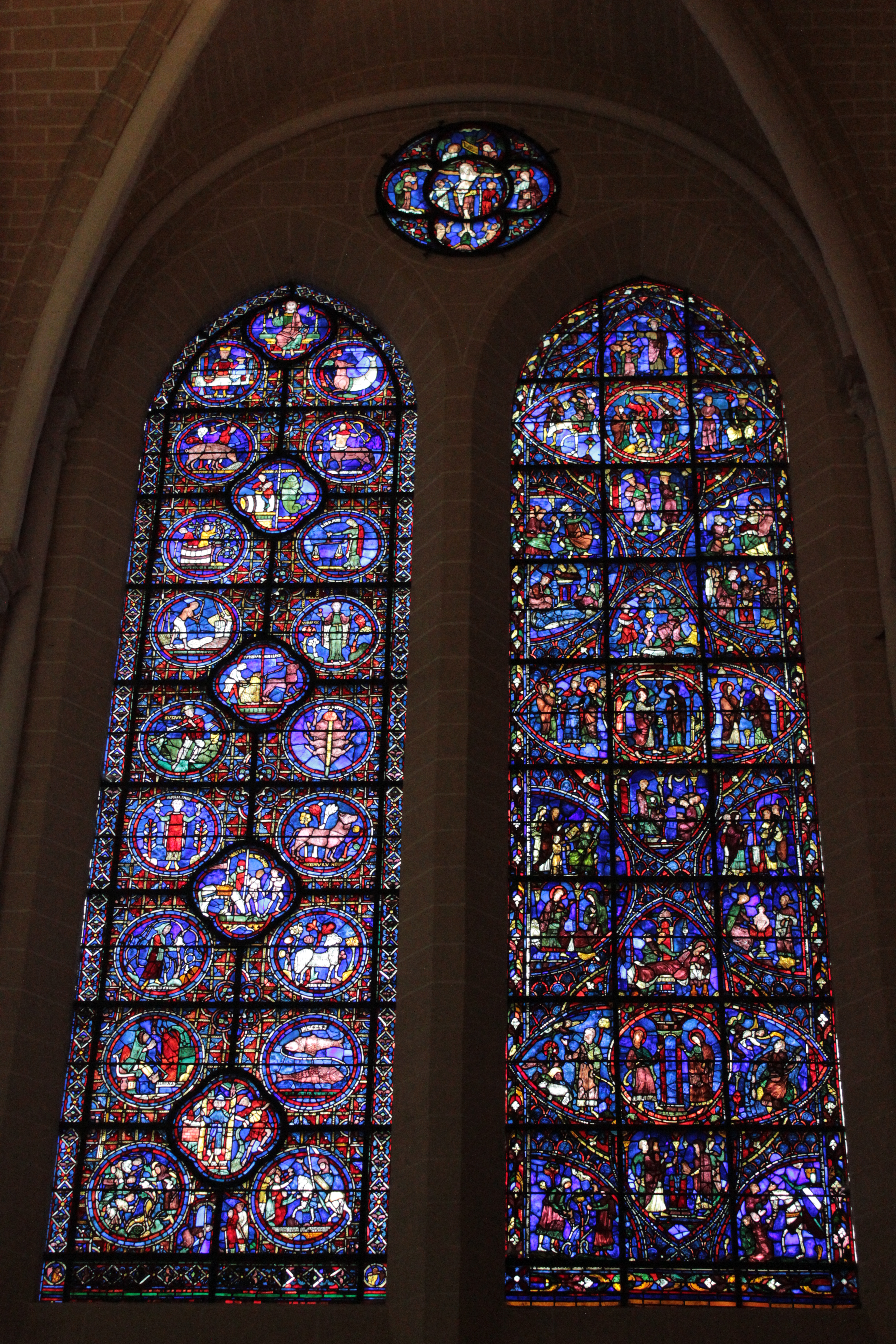
Le vitrail du « zodiaque et des travaux des mois » est celui de gauche.
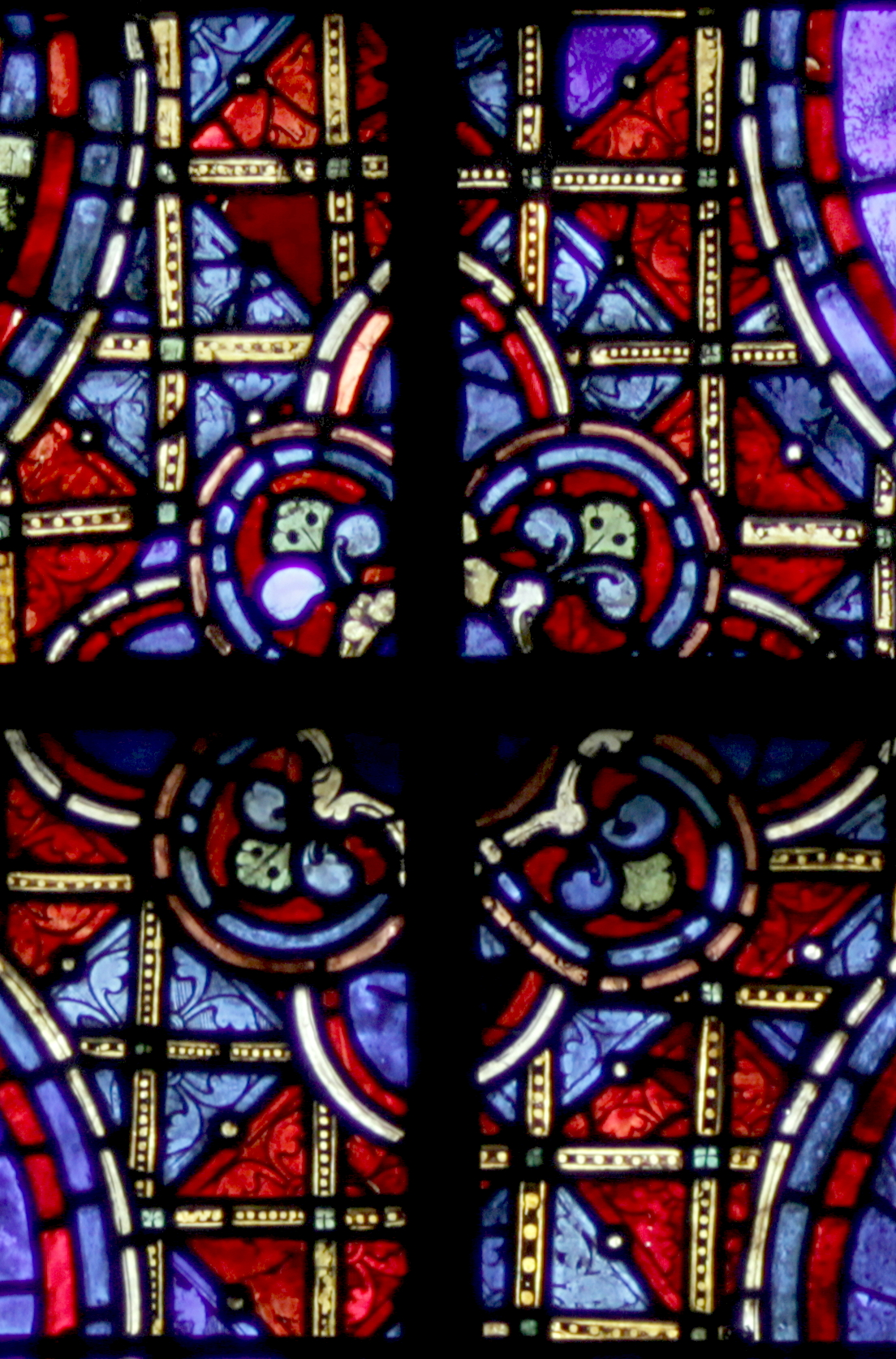
Fond et fermaillet.

## Thématique

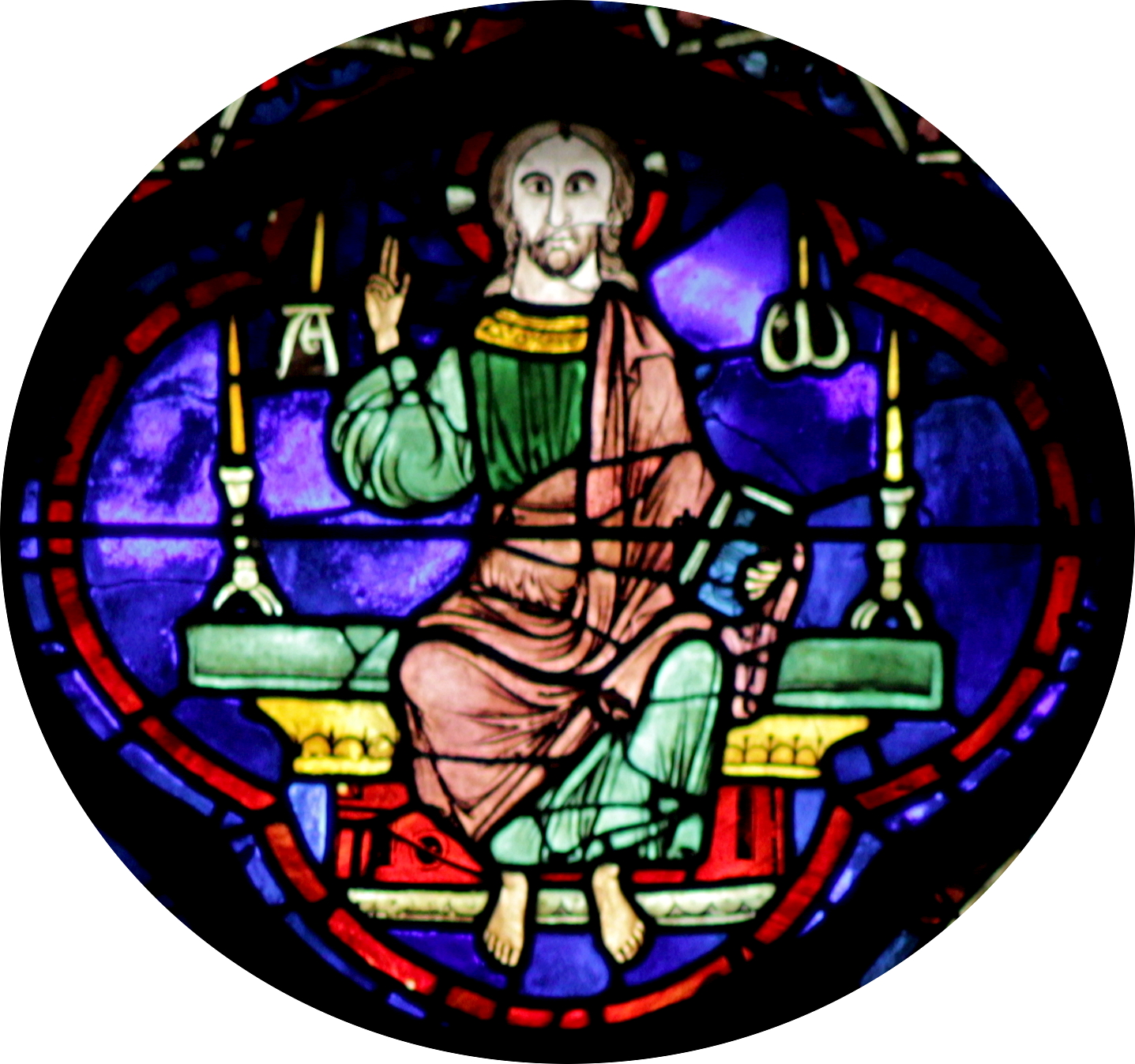
Dieu maître du temps.

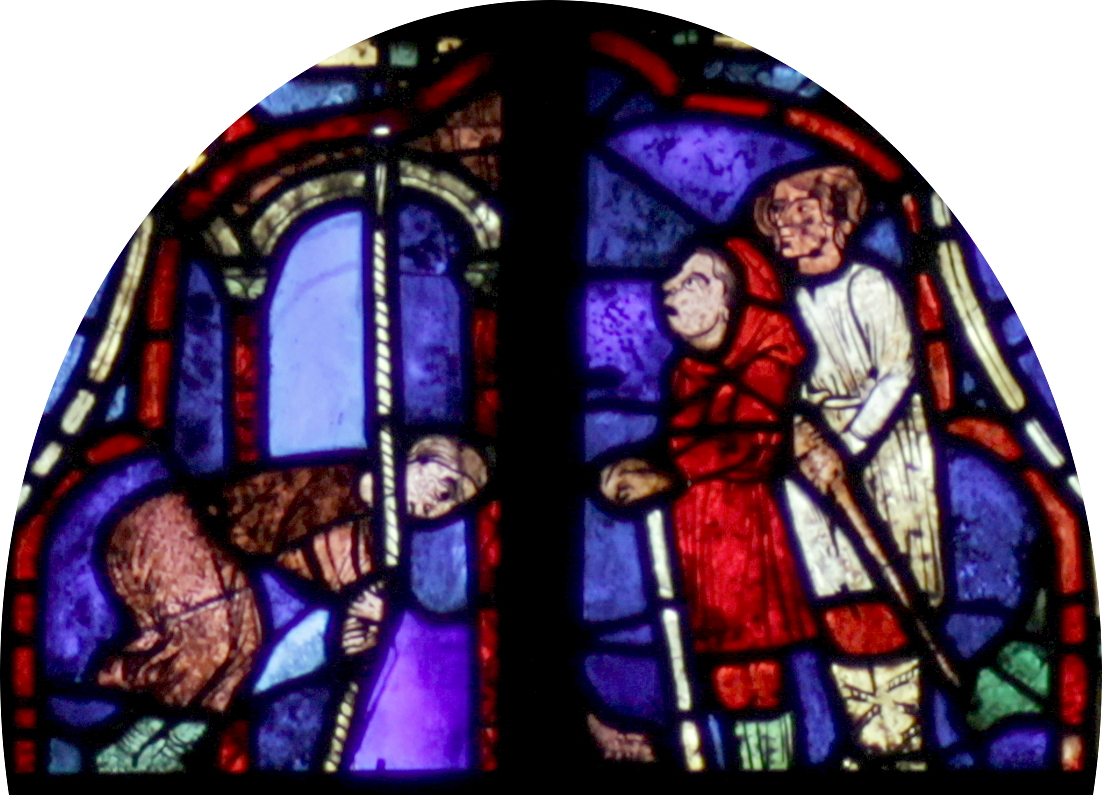
La sonnerie des cloches des heures canoniales.

Dans l'iconographie du Moyen Âge, le thème du zodiaque ne fait aucunement référence à l'astrologie, mais bien à l'astronomie : c'est un motif iconographique associé à la représentation du temps, qui souligne l'articulation entre ce repère astronomique et le rythme terrestre des activités. Les signes du zodiaque y sont ici compris dans leur signification astronomique, où le début du Bélier correspond à l'équinoxe de printemps et le début du Cancer au solstice d'été (date à laquelle le Soleil est à l'aplomb du tropique du Cancer).
L'ensemble de la composition s'articule entre deux représentations centrales : en bas, un sonneur de cloche marque le passage des heures canoniales, qui rythment la journée de travail. À sa verticale, et en haut du vitrail, Dieu sous les traits d'un Christ en majesté trône assis sur un autel, entouré de deux cierges allumés, symbole du temps qui passe. Il est entouré des deux lettres alpha et oméga, qui marquent la présence de Dieu, à la fois commencement et fin des temps : « Je suis le premier et je suis le dernier, et hors moi il n'y a point de Dieu » (Is 44:6). C'est une image du Dieu « chronocrator », maître du temps,. Cet axe vertical marque donc l'opposition entre le quotidien du présent et l'éternité divine.
Dans ce zodiaque souvent lourdement chargé de symbolique chrétiennes, la composition marque aussi la conception d'un temps à la fois linéaire et cyclique : le cycle des saisons et des signes se superpose à l'axe vertical, qui semble aussi suggérer la progression de la vie chrétienne tout au long de sa montée vers Dieu. Remontant depuis le sonneur jusqu'au Dieu « chronocrator », la corde du sonneur semble traverser tous les panneaux quadrilobe, soulignant probablement une signification particulière, d'une symbolique malheureusement souvent obscure et incertaine.
Le vitrail du zodiaque est l'une des nombreuses représentations du zodiaque que l'on peut trouver dans la cathédrale de Chartres, les autres étant figurées en sculptures. Le thème des travaux des mois et du zodiaque figure à l'ouest sur le portail Royal roman (1142-1150), sur les deux voussures internes de la baie de gauche, sur le portail Nord gothique (1198-1217), où il occupe les deux voussures les plus extérieures de la baie de droite, et on trouve encore un zodiaque sur le cadran intérieur de l'Horloge astrolabe (1407).
Au XIIIe siècle, avant le passage du calendrier julien au calendrier grégorien, le calendrier julien avait une dizaine de jours de décalage par rapport au calendrier grégorien moderne, le décalage gagnant un jour supplémentaire par siècle. Les limites entre signes tombaient donc vers le 12 du mois, contre le 21 actuellement. C'est pour cette raison que par exemple le Bélier est associé au mois de Mars : l'équinoxe de printemps tombait alors vers le 11 mars, et la plus grosse partie du mois de mars se situait après l'équinoxe, donc sous le signe du Bélier.
Ici, chaque signe est représenté en face du mois où il commence, dans d'autres représentations c'est la convention inverse qui est suivie, le mois étant représenté en face du signe où il commence. Dans ce dernier cas, c'est le signe du Capricorne qui ouvre l'année, et non celui du Verseau.
L'année commence ici en janvier, ce qui était relativement fréquent au Moyen Âge mais pas systématique. Le calendrier julien primitif fait commencer l'année au début du mois de mars, et ce calendrier administratif n'est passé au premier janvier qu'en l'an 153. Suivant les régions, l'année pouvait commencer le 1er janvier ou le 1er mars, ou le 25 mars (Annonciation), voire à Pâques.

### Les donateurs

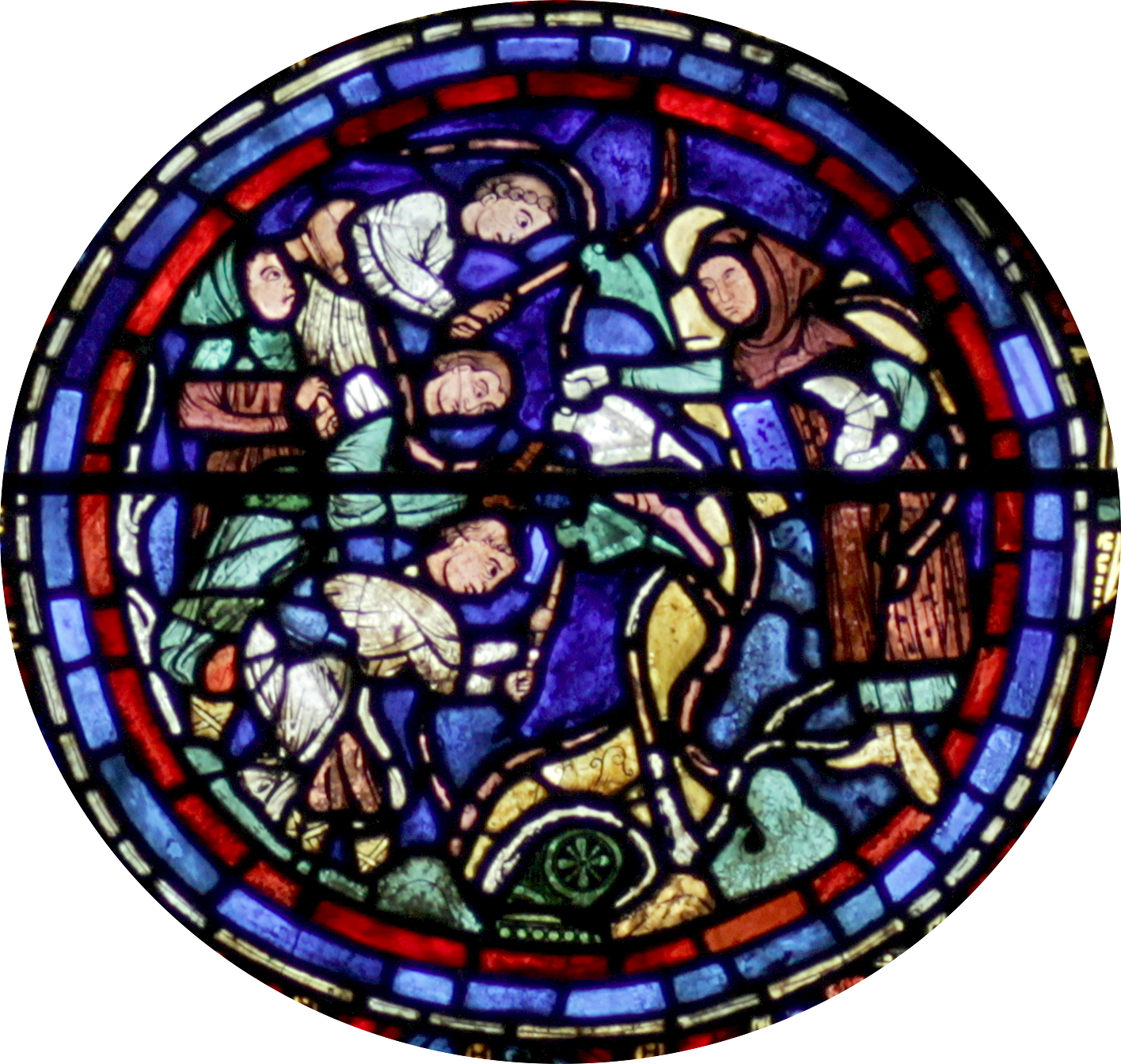
Le travail de la vigne.

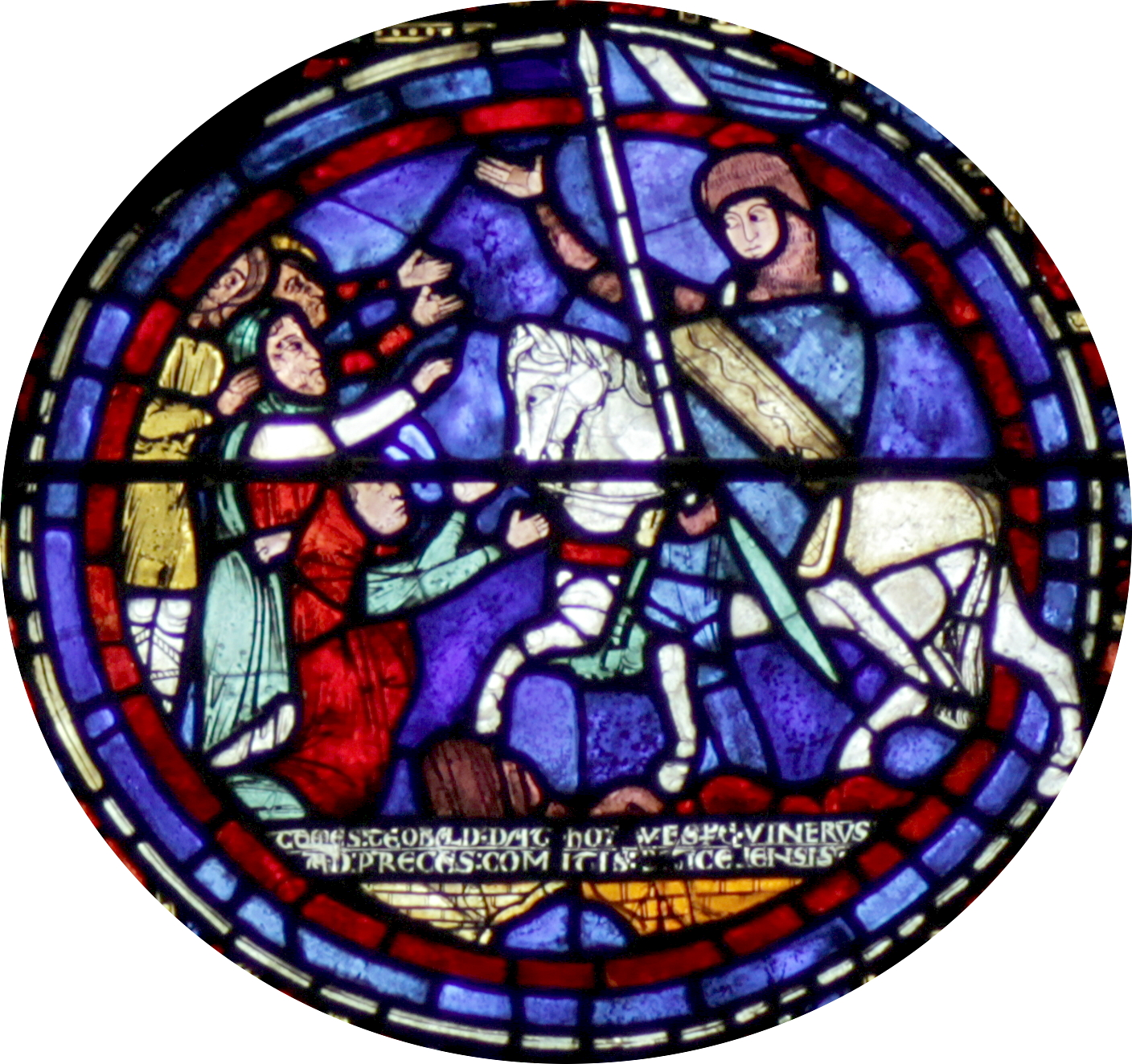
Le comte Thibaut VI de Blois.

Sous le chevalier, on peut lire une inscription peu claire, « COMES TEOBALD DAT HO(??)VESPE VINERV~S AD COMITIS P(?)ICE(?)ENSIS », c'est-à-dire « le comte Thibaut a donné (?) vignoble (ou vitrail?) (???) du comte (du Perche?) ». L'inscription et les armes identifient en tout cas le chevalier comme étant le comte Thibaut VI de Blois. Les armes de Thibaut (qui se lisent « d'azur à une bande d'argent ») sont celles des comtes de Blois, qui ne seront brisées « d'azur, à une bande d'argent, côtoyée de deux cotices d'or » que lorsqu'issus de cette maison viendront également les premiers comtes de Champagne. Le « comte du Perche » mentionné ici serait Thomas du Perche, mort à la seconde bataille de Lincoln, et (lointain) cousin de Thibaut.
De l'autre côté, un groupe de trois vignerons est en train de sarcler la vigne, qui s'enroule autour d'un tronc noueux figuré en jaune, avec un sarcloir pointu caractéristique, sous l'œil attentif d'un personnage encapuchonné. On retrouve encore deux vignerons minuscules armés de ce même sarcloir dans les deux écoinçons situés tout en bas, dans la bordure du vitrail.
La présence de vignerons et du comte aux emplacements où figurent traditionnellement les donateurs suggère que le vitrail a été donné par le comte et la corporation des vignerons, de même que son vitrail voisin. Dans ce cas, VINERVS serait une inscription fautive pour Vinetus, la vigne. Cette interprétation soulève cependant des difficultés, en particulier parce qu'il n'y avait pas de corporation des vignerons répertoriée à Chartres au XIIIe siècle. Et par ailleurs, l'image du comte devant une foule implorante évoque plus un croisé délivrant des chrétiens, que des moines acceptant le don d'une vigne.
Il s'agirait peut-être globalement d'un vitrail offert par des religieux, en remerciement peut-être du don d'une vigne, que le comte Thibaut aurait fait à la demande du comte Thomas du Perche. Dans cette optique, c'est plutôt la figure centrale du moine sonnant les cloches qui rappelle le donateur.
La culture de la vigne est un thème habituel des travaux des mois. Elle est peut-être prise ici comme une métaphore de la vie de l'homme et ses exigences quotidiennes, voire comme une allusion directe des paroles rapportées par Jean, décrivant la croissance de la vie chrétienne lorsqu'elle est associée au Christ :
« Je suis la vraie vigne, et mon Père est le vigneron. Tout sarment qui, en moi, ne porte pas de fruit, il le retranche; et tout sarment qui porte du fruit, il l'émonde, afin qu'il en porte davantage. Demeurez en moi, et moi en vous. Comme le sarment ne peut de lui-même porter du fruit, s'il ne demeure uni à la vigne, ainsi vous ne le pouvez non plus, si vous ne demeurez en moi. Je suis la vigne, vous êtes les sarments. Celui qui demeure en moi, et en qui je demeure, porte beaucoup de fruits » (Jn 15:1-6).

## Description des panneaux
Le vitrail se lit classiquement, de bas en haut et de gauche à droite. Il y a cependant une irrégularité dans cette lecture, l'étage décrivant le mois d'avril (Taureau) étant placé au-dessus de celui du mois de mai (Gémeaux).
|  | (1) : Janvier - Verseau Le mois de janvier tire son nom du dieu romain Janus, dieu des passages, aux deux visages tournés l'un vers le passé et l'autre vers l'avenir. Ici Janus est représenté avec trois visages, ce qui est exceptionnel,. C'est peut-être pour marquer le présent en sus du passé et du futur ; ou comme image trinitaire renvoyant à l'image du Dieu « chronocrator » du haut du vitrail. Janus, dieu des passages et des portes, est ici figuré sur le seuil, gardant la porte d'une ville dont le Verseau (astrologie) est en train de remplir les fossés. Ici, le symbolisme chrétien évoque par le Verseau (astrologie) le baptême, porte d'entrée dans la vie divine. |
|  | (2) : Février - Poisson Février est le mois le plus froid de l'année, et les travaux extérieurs ne sont pas possibles. Ici, le personnage est représenté assis près du feu, couvert de plusieurs couches de vêtements, se réchauffant les mains et les pieds. Les flammes lèchent au centre une saucisse suspendue au plafond en train de fumer. On peut noter sur ce médaillon un traitement en perspective du siège et de la cheminée, chose rare dans l'art du Moyen Âge. À droite, les poissons sont représentés reliés par un fil. Le symbolisme chrétien associe au poisson l'ichtus, qui symbolise le Christ. Le lien entre les deux poissons serait celui entre l'Ancien Testament et le Nouveau Testament, les deux étant liés l'un à l'autre, mais le nouveau remplaçant l'ancien - le poisson mort qui flotte le ventre en l'air. |
|  | (3) : Mars - Bélier C'est toujours la taille de la vigne faite à la fin de l'hiver, la plus importante, qui est représentée sur de tels calendriers. Le vigneron reste chaudement vêtu et encapuchonné, ses mains protégées par des moufles. Il taille la vigne avec une serpette à talon, le sécateur n'étant inventé qu'au début du XIXe siècle. En face, un bélier le regarde au milieu d'une végétation déjà florissante. Pour Méliton de Sardes, le bélier symbolise le Christ, chef du troupeau. C'est également le rappel du sacrifice d'Abraham, préfigurant celui du Christ. Symboliquement, la taille de la vigne rappelle que de même que les désirs, l'énergie de la sève va produire une plante folle, envahissante et stérile, si elle n'est pas disciplinée par l'ascèse du renoncement à ce qui est superflu. |
|  | (4) : Avril - Taureau L'ordre est inversé entre cet étage et celui du Gémeaux, au centre. Avril est le mois de la floraison. Un homme cueille des fleurs, celle qu'il tient dans sa main gauche est déjà flétrie. On peut y voir l'opposition entre la mort et la renaissance de la végétation, mais également une subtile allusion à la Nouvelle Alliance, qui rend caduque l'Ancienne Alliance. En face, un taureau, symbole de force et de travail. Méliton de Sardes en fait le symbole du sacrifice du Christ. Mais cette force est brutale et dévastatrice si elle n'est pas dominée par la culture des vertus. |
|  | (5) : Mai - Gémeaux Mai est le début de la saison guerrière : la mauvaise saison est achevée, les semailles sont faites. Un chevalier fait brouter son cheval, dont on peut remarquer la selle à pommeaux. Il est vêtu d'une cotte de mailles et d'un heaume, et armé d'un bouclier, et d'une lance à laquelle est suspendu un gonfanon chargé d'une croix. À ses côtés, les Gémeaux sont traditionnellement figurés par deux jeunes hommes nus, identifiés comme Castor et Pollux. Sur le plan symbolique, l'emplacement de ce panneau sur l'axe central souligne probablement son importance, sur l'axe allant du quotidien à l'éternité, mais cette signification n'est pas très claire. Il s'agit peut-être, à la suite de l'évocation du baptême possible sur le premier quadrilobe, d'évoquer ici la confirmation, marquant en principe que le confirmé est prêt à s'engager réellement pour suivre le Christ. Dans cette optique, et dans un milieu du Moyen Âge où le rôle social est fortement indiqué par l'habit, le croisé de gauche rappelle les croisades en cours, s'opposant aux gémeaux qui par leur nudité montrent qu'ils n'ont au contraire pris aucun engagement social.     |
|  | (6) : Juin - Cancer Un paysan fauche le foin. Il porte un chapeau pour se protéger du soleil. Derrière lui se trouve un panier où l'on devine une pierre à aiguiser, qui doit être conservée dans un récipient plein d'eau, et probablement aussi le nécessaire pour marteler la lame : la pierre doit être employée toutes les demi-heures, et le marteau quotidiennement. La Faux est déjà d'aspect moderne, mais ne dispose pas d'une poignée au bout du manche. Intervertie avec le panneau suivant, l'inscription porte ici « julius », ce qui est probablement une erreur. Le Cancer reçoit souvent un traitement graphique surprenant. Ici c'est assez classiquement un crabe qui est évoqué, mais ses huit pattes font plutôt penser à une araignée, et sa tête caricaturale et presque simiesque tire la langue. Symboliquement il s'agit probablement d'un rappel de ce que à mi-parcours de l'année, le démon reste menaçant tant que l'on n'a pas rejoint le terme supérieur, le Dieu « chronocrator ». Inversement, cet animal qui change de carapace annuellement est symbole de métamorphose, donc peut rappeler la nécessité de la conversion personnelle dans la vie chrétienne. |
|  | (7) : Juillet - Lion L'activité retenue pour juillet est pratiquement toujours la moisson, élément central de la vie agricole, dont dépendra le pain quotidien tout au long de l'année. Ici, le paysan est représenté en train de moissonner à la faucille. La moisson à la faucille permet de libérer une main pour saisir les gerbes avant qu'elles ne tombent au sol. Les chaumes seront ensuite ramassés séparément pour couvrir le toit des chaumières et servir de litière aux animaux. Ici encore, l'inscription « junius » est erronée, et est une inversion par rapport au panneau précédent,. Le Lion est représenté en position héraldique. Il symbolise la force et le courage. |
|  | (8) : Août - Vierge Représentation fréquente pour le mois d'août, le battage du blé est effectué après la moisson. Un paysan torse nu bat avec un fléau les épis répandus sur une aire de battage. Devant lui on voit une gerbe liée, un râteau et une fourche ; on devine les mêmes éléments derrière lui. En face de lui, une femme en position d'orante tient une fleur dans chaque main. Les deux fleurs rouges sont ici un symbole de virginité, peut-être des fleurs de lys. C'est peut-être une représentation de la Vierge célébrée le jour de l'Assomption, le 15 août, qui à cette époque tombait au début du signe de la Vierge du fait du décalage des calendriers. |
|  | (9) : Septembre - Balance Septembre est le mois des vendanges, représentées ici en même temps que le foulage en cuve. Le personnage de gauche, nu jusqu'aux cuisses, foule le raisin en s'appuyant sur un bâton extérieur. Septembre est également le mois où tombe l'équinoxe d'automne, marquant l'égalité des jours et des nuits, ce qu'évoque le signe de la Balance. Sur le plan du symbolisme chrétien, la balance évoque la pesée des âmes, à laquelle préside l'archange Saint Michel. De sa main gauche, le personnage semble « aider » discrètement la pesée, ce qui correspond à la prière traditionnellement adressée à Saint Michel, peseur des âmes : n'hésite pas à venir à mon secours à cette heure du jugement dernier. |
|  | (10) : Octobre - Scorpion Après les vendanges et le foulage, le vin est mis en tonneau. Au début de son travail, l'ouillage est nécessaire pour maintenir le tonneau plein en permanence. Ici, le vigneron complète le niveau de son tonneau avec un tonnelet. D'autres représentations montrent ici les semailles d'automne. À son côté, le Scorpion ressemble à une grosse salamandre, mais sa queue ornée d'une tête de chien rappelle que cette extrémité est la partie dangereuse : in cauda venenum. Par rapport à la symbolique de la progression dans la foi, cette scène n'est pas d'un symbolisme clair. Peut-être faut-il y voir un tout avec celle de juillet, l'ensemble rappelant la symbolique du pain et du vin de l'eucharistie : les grains de froment sont moulus pour former un seul pain, les grains de raisin sont pressés pour former un seul vin. |
|  | (11) : Novembre - Sagittaire En novembre, le cochon est tué pour mettre sa viande à conserver au saloir, ce qui permet de ne pas avoir à le nourrir sur des provisions pendant l'hiver. Le paysan se prépare ici à assommer le cochon d'un coup de hache. Pendant ce temps, le cochon est en train de manger un tas de glands. Le cochon est encore proche de son cousin le sanglier, il est velu, porte des défenses apparentes, et a les oreilles dressées. L'inscription « december » figurant au bas de l'image semble être ici une erreur, le panneau suivant porte la même inscription. Le Sagittaire est représenté sous les traits d'un centaure, un arc et des flèches à la main. Pour Méliton de Sardes, c'est l'image du Christ triomphant de ses ennemis. |
|  | (12) : Décembre - Capricorne Un homme en train de festoyer, tenant son couteau dans la main droite, et levant une coupe de vin de sa main gauche. Devant lui, sur la table, deux miches de pain, une hure de porc et un plat de poissons, et une cruche de vin. Derrière lui, deux portes, l'une ouverte et l'autre fermée, symbolisant probablement le passage de l'ancienne à la nouvelle année. Il s'agit probablement de la représentation d'un repas de Noël, fête qui tombe à cette époque. Le pain, le vin et les poissons sont trois symboles chrétiens, mais il ne faut pas nécessairement voir dans les pains marqués d'une croix l'image d'une hostie, dans la mesure où le pain est effectivement taillé en forme de croix par le boulanger pour faciliter l'expansion de la croûte lors de la cuisson. Le Capricorne est représenté avec un corps de chèvre et une queue de poisson. Il lève la tête, peut être pour signifier que le Soleil ayant atteint son point le plus bas (à l'aplomb du tropique du Capricorne, lors du solstice) va à présent remonter dans le ciel. |